# 坂上貞守
坂上 貞守（さかのうえ の さだもり）は、平安時代初期から前期にかけての貴族。左京大夫・坂上苅田麻呂の孫。但馬守・坂上鷹主の子。官位は従五位上・丹波守。

## 経歴
承和元年（834年）右馬助、承和5年（838年）左馬助に任ぜられる。承和11年（844年）12月父・鷹主の喪に服するために官職を辞すが、翌年3月本官に復す。承和14年（847年）従五位下に叙爵され、嘉祥3年（850年）但馬介に任ぜられる。
同年仁明天皇の崩御後まもなく左近衛少将に任官する。文徳朝では左近衛少将を務める傍らで、越前介・美濃権介・丹波権介・丹波介と地方官も兼務した。またこの間、仁寿3年（853年）には従五位上に昇叙している。天安2年（858年）右馬頭次いで丹波介に転任し、同年8月の文徳天皇崩御にあたっては固近江関使を務めた。
清和朝では丹波権守・美濃権守・美濃守・丹波守と専ら地方官を務めたが、国政を部下に委ね良い評判はなかったという。貞観18年（876年）9月9日卒去。享年72。最終官位は前丹波守従五位上。
彼の後裔には、南北朝時代に美濃国大野郡徳山郷を住居とした徳山氏の当主徳山貞信などが出た。

## 人物
武芸を好み弓馬に習熟していた。鷹狩や馬術を得意とし、馬を見ては駑駿の区別や出生地を間違えるようなことは決してなかったという。仏教への信仰心は篤くなかったが、質素・静寂を信条としていた。

## 官歴
『六国史』による。
- 承和元年（834年） 日付不詳：右馬助
- 承和5年（838年） 日付不詳：左馬助
- 承和11年（844年） 12月：辞官（父服喪）
- 承和12年（845年） 3月：復本官
- 時期不詳：正六位上
- 承和14年（847年） 正月7日：従五位下
- 嘉祥3年（850年） 正月15日：但馬介。4月2日：左近衛少将
- 嘉祥4年（851年） 正月：兼越前介。2月21日：兼美濃権介。4月1日：次侍従
- 仁寿3年（853年） 正月7日：従五位上
- 斉衡2年（855年） 正月15日：兼丹波権介
- 斉衡3年（856年） 正月12日：兼丹波介
- 天安2年（858年） 2月5日：右馬頭。3月24日：丹波介。8月27日：固近江関使。11月25日：丹波権守
- 天安3年（859年） 正月13日：美濃権守
- 貞観2年（860年） 11月27日：美濃守
- 貞観8年（866年） 正月23日：丹波権守
- 貞観10年（868年） 日付不詳：丹波守
- 貞観18年（876年） 9月9日：卒去（前丹波守従五位上）